# Cvetkovci
Cvetkovci je naselje s približno 500 prebivalci. 
Je močno razvejeno, večinoma ob cesti. Leži na vzhodu Ptujskega polja ob glavni cesti Ptuj – Ormož ter ob krajevni cesti proti Osluševcem in odvodnemu prekopu hidroelektrarne Formin. Sestavljajo ga zaselki Zgornji in Spodnji Cvetkovci, Trnje, Dobrava in Otok. Na zahodu dokaj strnjeno prehaja v naselje Osluševce. 

Na ravnini severno od kraja so predvsem njive, travniki so južno na bolj mokrotnih tleh med Cvetkovskim potokom in reko Pesnico. V kmetijstvu prevladuje intenzivna živinoreja. Pomembno je perutninarstvo. Večina zaposlenih vaščanov dela na Ptuju. Tik ob glavni cesti so ohranjeni ostanki rimske ceste Poetovio – Savaria. Kraj se prvič omenja leta 1320 kot Pristava.